# Конколювка
Конколювка (пол. Kąkolówka) — село в Польщі, у гміні Блажова Ряшівського повіту Підкарпатського воєводства.
Населення — 1418 осіб (2011).
У 1975—1998 роках село належало до Ряшівського воєводства.

## Демографія
Демографічна структура станом на 31 березня 2011 року:
|          | Загалом | Допрацездатний вік | Працездатний вік | Постпрацездатний вік |
| -------- | ------- | ------------------ | ---------------- | -------------------- |
| Чоловіки | 705     | 149                | 453              | 103                  |
| Жінки    | 713     | 164                | 336              | 213                  |
| Разом    | 1418    | 313                | 789              | 316                  |